# Schœneck (Mosela)
Schœneck é uma comuna francesa na região administrativa de Grande Leste, no departamento de Moselle. Estende-se por uma área de 4,06 km². Em 2010 a comuna tinha 2 558 habitantes (densidade: 630 hab./km²).